# ITV Granada
ITV Granada (anteriorment Granada Television) és un canal de televisió britànic que forma part de la cadena ITV. Està controlat per la companyia ITV plc i la seva àrea de transmissió cobreix el nord-oest d'Anglaterra i l'Illa de Man. Des que se li va atorgar la concessió en 1954 ha estat l'única de les quatre franquícies originals d'ITV (les altres eren Rediffusion, ATV i ABC) que l'ha mantingut.
Les emissions van començar el 3 de maig de 1956 des de Manchester per a tot el nord d'Anglaterra, encara que la creació de Yorkshire Television en 1968 va reduir la seva àrea d'influència al nord-oest. Des de llavors ha produït sèries i concursos d'èxit per a ITV com la telenovel·la Coronation Street (en emissió des de 1960), la sèrie Retorn a Brideshead i l'informatiu World In Action. És també el primer canal del Regne Unit que ha cobert unes eleccions per televisió, en concret la elecció parcial de Rochdale en 1958.
En 2004, Granada es va fusionar amb Carlton Communications per a crear la companyia ITV plc, propietària de 12 de les 15 franquícies que formen part d'ITV.

## Història

### Creació de Granada Television

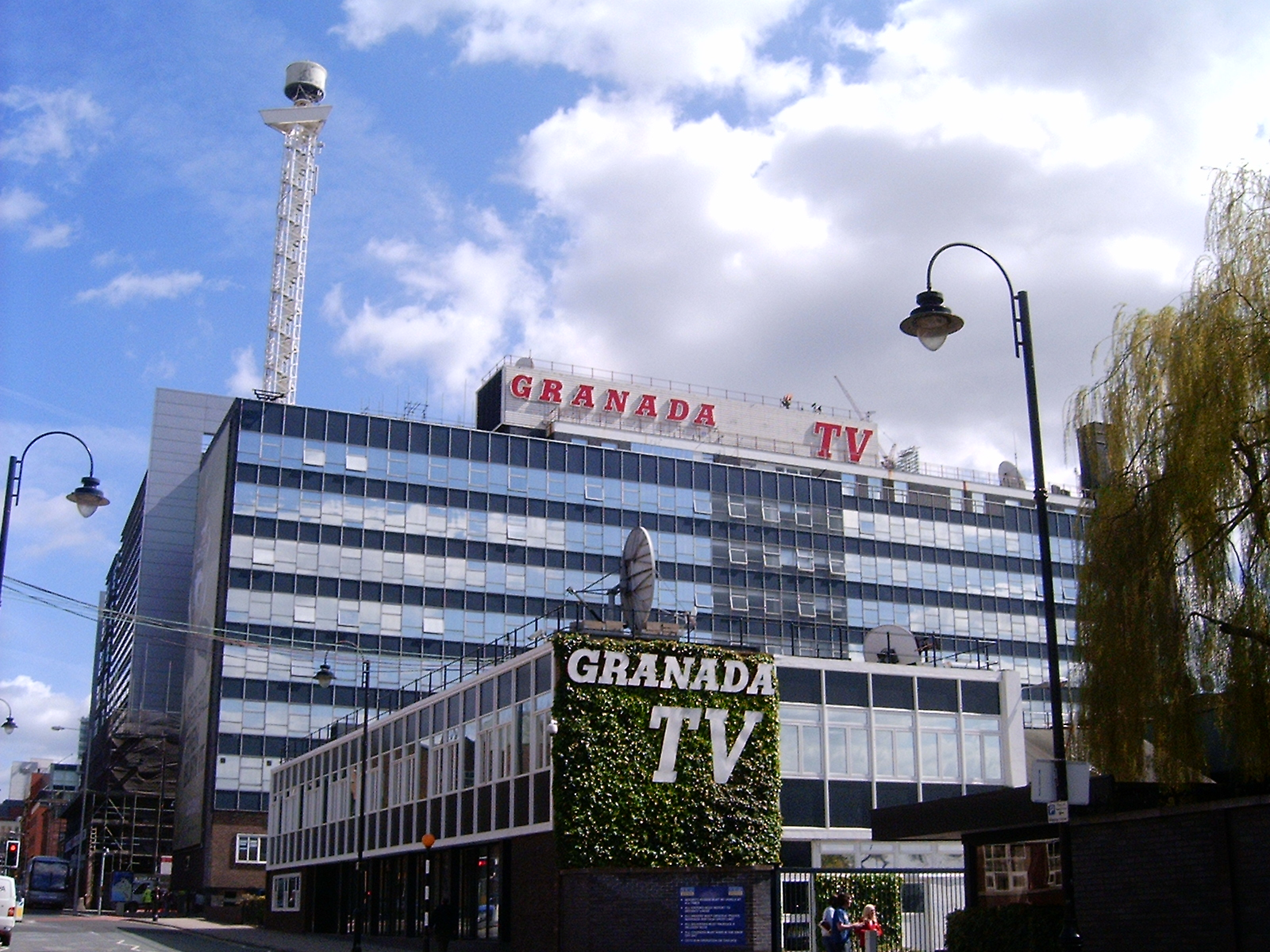
Edifici de Granada Television a Quay Street (Manchester), seu des de 1956 fins a 2013.

L'origen de Granada Television es remunta a 1930 amb la creació a Devon de la cadena de sales de cinema «Granada Theatres». Els seus fundadors van ser els germans Cecil i Sidney Bernstein, propietaris de diversos cinemes a Londres i al sud d'Anglaterra. L'empresa va tenir èxit i sobre ella es va crear en 1934 una matriu, Granada Ltd., que va començar a cotitzar en la Borsa de Londres a l'any següent. El nom triat fa referència a la ciutat espanyola de Granada, on Sidney havia estat de vacances.
L'auge de la televisió en la dècada de 1950 va fer que els Bernstein s'interessessin per la televisió comercial, a la qual veien com una amenaça per al negoci del cinema. Quan en 1954 es va fundar Independent Television amb el seu sistema de concessions per regions, Sidney Bernstein va presentar una oferta a la Independent Television Authority (ITA) per a fer-se amb una de les franquícies. La ITA va optar per concedir-li la del nord d'Anglaterra, on hi viuen aproximadament 13 milions de persones, què estava dividida en dos trams: mentre Granada emetria de dilluns a divendres, l'Associated British Corporation (ABC) es quedaria els caps de setmana. Aquesta elecció assegurava que el negoci meridional de Granada Theatres no es veiés perjudicat. En una entrevista, Sidney va justificar la seva decisió:
| « | El nord d'Anglaterra i Londres són les dues regions més importants (del Regne Unit). A Granada preferim el nord per la seva tradició de cultura domèstica, i perquè oferia l'oportunitat de començar una nova indústria creativa fora de l'àrea de Londres. La societat del nord és nativa, industrial, està molt cohesionada; és un grup cultural homogeni amb un bon historial de música, teatre, literatura i premsa, difícil de trobar en aquesta illa, excepte potser a Escòcia. Ha de comparar-se amb Londres i els seus suburbis, que estan plens de gent de tot arreu. I, per descomptat, si veus els mapes de població i el de pluges, descobriràs que el nord és el lloc perfecte per a la televisió. | » |

Bernstein va plantejar que hi hagués seus a Manchester i Liverpool (Lancashire) i en Leeds (Yorkshire) per a abastar tota la regió, a més d'una seu auxiliar a Londres. L'edifici de Granada Television amb els despatxos i estudis d'enregistrament es va aixecar en la cèntrica Quay Street de Mánchester, en uns terrenys adquirits a l'ajuntament per 82.000 lliures, i el disseny va ser a càrrec de l'arquitecte Ralph Tubbs. La primera fase es va construir a temps per a la inauguració. Aquest va ser el primer edifici del Regne Unit construït específicament per a fer programes de televisió.
Granada Television va començar les seves emissions el 3 de maig de 1956 al comtat de Lancashire, i va ser la quarta franquícia d'ITV que es va posar en marxa. El primer programa va ser un espectacle de varietats, Meet The People, presentat per Quentin Reynolds i l'humorista Arthur Askey. Sis mesos després es va posar en marxa el transmissor per al comtat de Yorkshire.

### Granada: From the North(1956-1968)

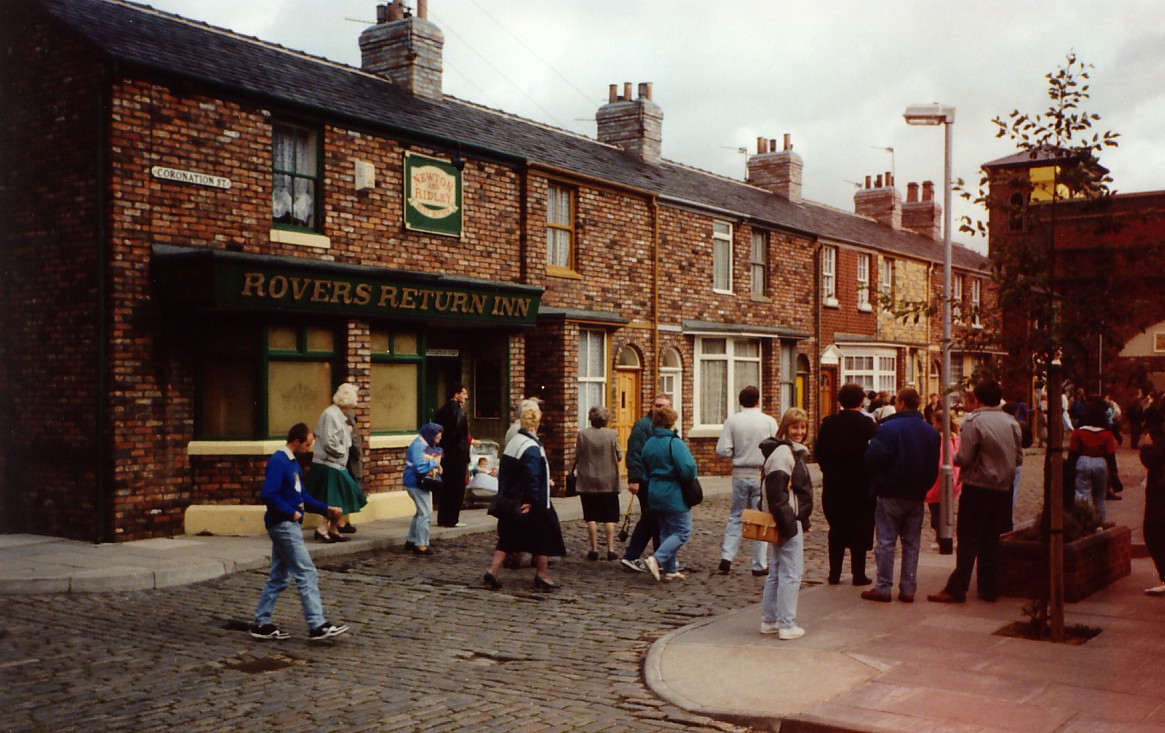
Decorat de Coronation Street. Des de la seva estrena en 1960 ha estat la sèrie més vista de Granada Television.

La majoria de franquícies d'ITV (Rediffusion, ATV i ABC) pretenien aconseguir la cobejada franquícia de l'àrea metropolitana de Londres en un futur, per la qual cosa van llogar estudis en la capital. En contrast, Granada Television va apostar per generar forts vincles amb el nord d'Anglaterra a través dels seus programes, els seus presentadors i l'eslògan «Granada: From the North». Lluny de construir un servei regional, el propòsit era més ambiciós: produir programes innovadors, amb un missatge fidel a la realitat de la societat.
En el seu primer any de vida, Granada va veure com la construcció de la seu de Quay Street estava sent més cara del que es preveu, la qual cosa va estar a punt de deixar-los en fallida. Per a abonar el seu deute va demanar ajuda a Rediffusion, la concessionària de Londres, que va acceptar assumir les obligacions de Granada a canvi d'un percentatge dels seus ingressos publicitaris. Aquest acord va durar quatre anys i es desconeixen les quantitats pactades perquè, si ho hagués sabut, l'ITA l'hauria bloquejat.
Amb la situació econòmica assegurada, el canal es va concentrar en la producció de programes per a la xarxa ITV. En tan sols un any Granada ja havia superat a la BBC com el canal de televisió més popular del nord d'Anglaterra. El seu major èxit va ser l'estrena el 9 de desembre de 1960 de Coronation Street, ambientada a Manchester. Aquesta novel·la continua emetent-se i s'ha convertit en una de les més emblemàtiques de la televisió britànica. L'altra clau va ser la seva aposta pel periodisme social, el màxim representant del qual era l'informatiu World in Action (1963-1998). També cal ressenyar èxits de baix cost com els concursos Criss Cross Quiz (1957-1967) i University Challenge (1962-1987).
En 1958 va ser la primera cadena de televisió britànica que va cobrir unes eleccions al Parlament, en concret l'elecció parcial de Rochdale, amb la retransmissió de dos debats i la nit electoral.

### Nord-oest d'Anglaterra (1968-1992)
A partir de 1968, Granada Television passaria a emetre els set dies de la setmana al nord-oest d'Anglaterra. La seva àrea de transmissió havia estat reduïda perquè el comtat de Yorkshire anava a comptar amb un servei propi, Yorkshire Television. ITV va començar a emetre en color el 15 de novembre de 1969
En aquesta època va haver-hi una la renovada aposta per la producció pròpia. L'equip format per Denis Forman en la direcció i David Plowright com a responsable de programes va convertir a Granada en la productora més important d'ITV, al costat de Thames Television (Londres) i l'ATV (Midlands). Al llarg d'aquest període s'estrenaren les sèries Nearest and Dearest (1968-1973), A Family at War (1970-1972), Lawrence Olivier presenta (1976-1978), Retorn a Brideshead (1981), Les aventures de Sherlock Holmes (1984) i The Jewel in the Crown (1984), amb les quals Granada es va guanyar el respecte del sector audiovisual. El major èxit va ser Retorn a Brideshead, guanyadora de 7 premis BAFTA en 1982 i del Globts d'Or de 1983 a la millor minisèrie.
En 1988 es va inaugurar un parc temàtic dedicat a les produccions del grup, Granada Studios Tour, que va romandre obert fins a 1999.
Granada Television va participar en la televisió per satèl·lit a través de la seva inversió en British Satellite Broadcasting en 1986. La plataforma va acabar fusionant-se amb Sky en 1990 per a crear British Sky Broadcasting.
La companyia va mantenir sense problemes la concessió d'ITV per al nord-oest fins a la reforma de la Llei Audiovisual de 1990, que plantejava un nou escenari: les franquícies es decidirien per subhasta, podien participar les empreses que volguessin i l'organisme regulador (Independent Television Commission, ITC) atorgaria la llicència a l'oferta amb el pressupost més alt. Més tard, i a causa de les crítiques, es va afegir una «clàusula de qualitat», sobre la base de la producció pròpia i els projectes de futur. Granada va postular a la renovació en 1991 amb un pressupost de 9 milions de lliures, però un grup anomenat North West Television va fer una oferta superior, de 35 milions. Darrere de North West es trobaven la productora Mersey Television (responsable del serial Brookside) i les franquícies Yorkshire Television i Tyne Tees Television. No obstant això, l'ITC va dictaminar que els aspirants no complien la clàusula de qualitat i Granada va obtenir la renovació.

### Presa de control d'ITV (1992-2003)
Després que la Llei Audiovisual de 1990 entrés en vigor, Granada Television va canviar d'estratègia. Per a evitar que la companyia fos absorbida pels seus rivals, una amenaça real després de la candidatura de North West, els directius de Granada Ltd. van contractar en 1991 Gerry Robinson, propietari de Compass Group, com a nou director executiu. Una de les seves primeres mesures va ser acomiadar al director David Plowright, una decisió que no va senter bé en la indústria audiovisual: celebritats com Harold Pinter, John Cleese i Alan Bennett van donar suport Plowright per la seva contribució a la televisió britànica. El seu substitut va ser el directiu Charles Allen.
El govern britànic va abolir la restricció sobre la propietat de franquícies d'ITV en 1993, obrint la porta al fet que Granada es fes amb el control d'altres concessionàries. La primera va ser London Weekend Television, la concessionària londinenca per als caps de setmana, sobre la qual va presentar una oferta pública d'adquisició al desembre. Encara que la direcció de LWT considerava que era hostil, Granada va poder completar l'operació al febrer de 1994 per 750 milions de lliures. El 1997 va ampliar la seva cartera amb la compra de Yorkshire Television i Tyne Tees Television per 652 milions. Per a agrupar totes les franquícies, Granada Ltd. va crear la subsidiària Granada Media Group.
En el 2000 Granada va adquirir al grup United News and Media les seves dues companyies d'ITV, Anglia (sud-oest) i Meridian (sud d'Anglaterra), per 1000 milions de lliures, dominant per complet el mercat publicitari. Amb l'adquisició de Border Television en 2001 per 50 milions, l'empresa de Manchester controlava 7 de les 15 franquícies d'ITV i havia establert un duopoli de facto amb Carlton Television, el canal de l'àrea metropolitana de Londres, propietari d'altres 4 senyals.
La situació econòmica de Granada Television, no obstant això, s'havia complicat molt en els últims anys. A les despeses en l'adquisició d'altres franquícies es va sumar el fracàs d'ITV Digital, plataforma de televisió digital terrestre amb suport de Granada Ltd i Carlton Communications que va tancar en 2003 amb pèrdues superiors als 1000 milions de lliures. Per aquesta raó, Granada i Carlton havien començat en 2002 les converses per a fusionar-se en un sol grup que controlés la majoria de concessions de la xarxa ITV, venent-lo com la millor opció de competir en el nou escenari de la televisió privada. Aquesta operació quedava arracada d'una reforma de la Llei Audiovisual.
El 28 d'octubre de 2002, en un rellançament nacional de la xarxa ITV, el canal regional va ser canviat de nom «ITV1 Granada».

### ITV plc

Logotip d'ITV Granada.

La nova Llei Audiovisual de 2003 introduïa dos importants canvis: la creació de la Office of Communications (Ofcom) com a únic regulador audiovisual, i l'eliminació de restriccions sobre la propietat de franquícies en ITV. L'Ofcom va aprovar la fusió de Granada i Carlton en 2003 i va quedar completament confirmada al febrer de 2004 amb la sortida a borsa. La companyia resultant, ITV plc, era en realitat una fusió per absorció on Granada obtenia el 68% de les accions, perquè la seva capitalització era el doble que la de Carlton. Charles Allen va assumir la direcció del nou grup fins a 2007. Pel que fa al canal regional, va canviar el seu nom pel d'«ITV Granada».
Quant a la subsidiària que produïa programes per a altres canals nacionals (BBC i Channel 4) i internacionals, es va crear una nova marca anomenada «Granada Productions» que va durar fins a 2009, quan es va unificar la imatge i va passar a dir-se ITV Studios. Avui dia, ITV Studios és la major productora de televisió del Regne Unit amb més de 3.500 hores a l'any de programació original en tots els gèneres (excepte informatius).
En 2013, ITV va marxar dels estudis de Quay Street per a traslladar la producció local a la ciutat audiovisual MediaCityUK a Salford, Gran Manchester.

## Programació

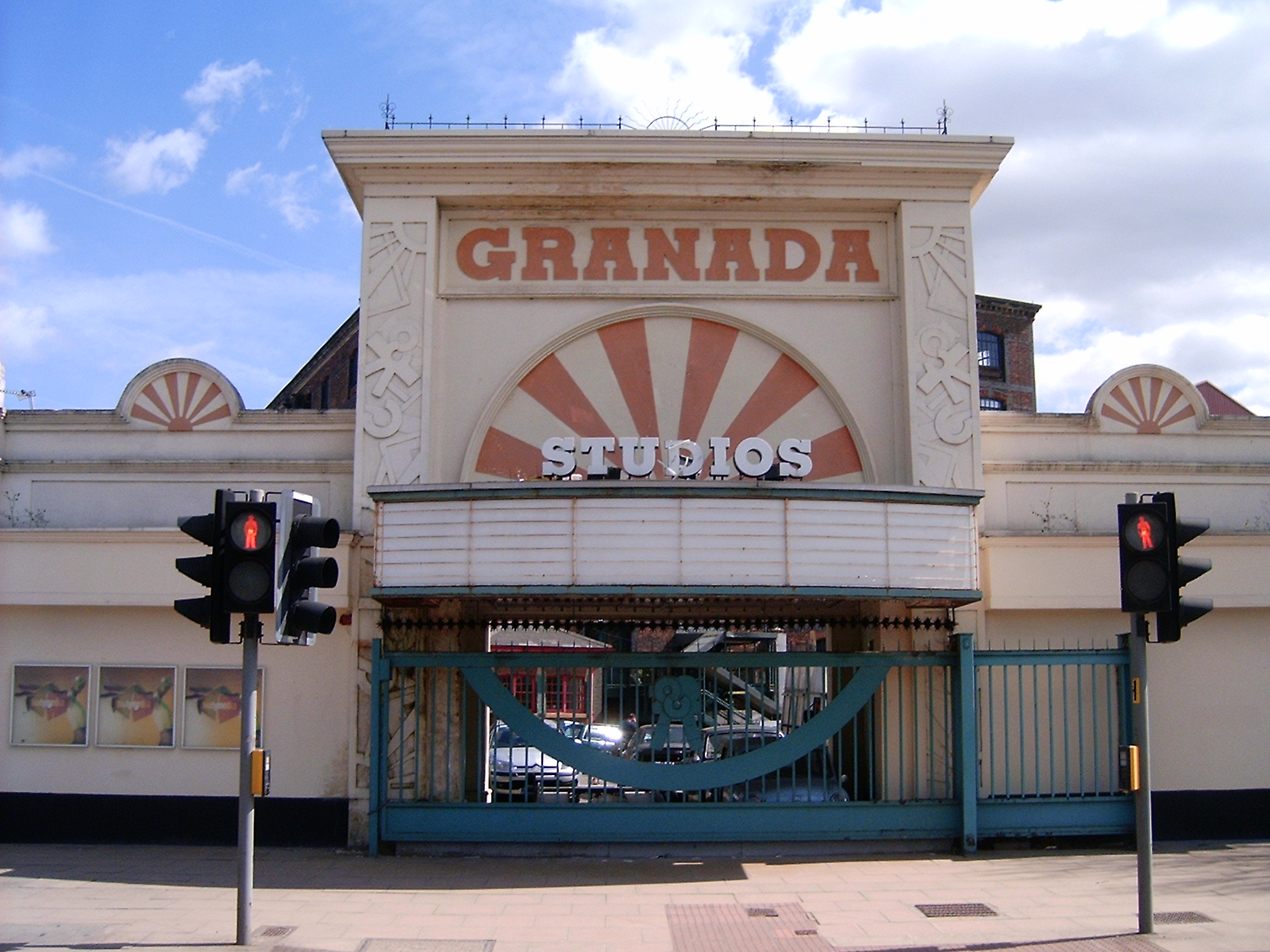
Façana de Granada Studios Tour a Manchester.

Granada Television no estava especialitzada en un contingut concret. En formar part d'ITV havia d'encarregar-se de tots els aspectes d'un canal generalista: informatius locals, entreteniment i cultura, que després es distribuïen a la xarxa nacional. En aquest sentit, Granada era la seu més activa d'ITV: en 1999 va fer 8 dels 10 programes amb més audiència de la cadena, i en 2005 s'encarregava del 63% de la programació d'ITV1. ITV Studios és l'hereva de l'antiga Granada.
L'apartat més popular de Granada són les sèries de ficció. Coronation Street, ambientada a Manchester, es va estrenar el 9 de desembre de 1960 i continua emetent-se s ITV amb una mitjana de 5 milions d'espectadors. Durant 25 anys va ser la sèrie amb més audiència de la televisió britànica, fins que en 1985 va ser desbancada per EastEnders (BBC). Altres èxits han estat el drama A Family at War (1970-1972), ambientat en la Segona Guerra Mundial; Nearest and Dearest (1968-1973), The Stars Look Down (1975), Laurence Olivier Presents (1976-1978), la multipremiada Retorn a Brideshead (1981), Les aventures de Sherlock Holmes (1984) i The Jewel in the Crown (1984). Ha aconseguit mantenir aquesta fama al llarg de la seva trajectòria: des de la creació de la categoria al millor drama en els British Academy Television Awards, Granada ha rebut 5 guardons per Cracker (1994 i 1995), Cold Feet (2002) i The Street (2007 i 2008).
Una altra constant ha estat l'aposta per formats innovadors. El major exemple és Seven Up! (Paul Almond, 1964), un documental en el qual es feia un estudi longitudinal de les vides de catorze joves britànics de 7 anys. Els participants descrivien els seus somnis i ambicions, i cada 7 anys es gravaria una nova edició per a conèixer els avanços de la seva vida. En l'elecció de joves es reflectien les diferents classes socioeconòmiques del Regne Unit, qüestionant-se si existeix en realitat la igualtat d'oportunitats. L'última edició, 56 Up!, es va estrenar en 2012. La saga Up! és considerada el referent dels espais de telerealitat.
Pel que fa a informatius i documentals, Granada ha apostat per un periodisme de recerca. El major exemple va ser World In Action (1963-1998), en el qual s'abordava l'actualitat i temes socials a través de reportatges, a vegades molt controvertits. En 1985 va obtenir fama internacional per un documental de Chris Mullin en el qual es demostrava la innocència dels Sis de Birmingham, empresonats per un atemptat de l'IRA que no havien comès. Les proves aportades per Mullin van servir perquè fossin posats en llibertat en 1991. Aquest mateix any, els acabats d'alliberar van participar en un altre reportatge de Granada per a explicar la seva versió. En la plantilla han treballat periodistes que més tard destacarien en la indústria audiovisual britànica: un d'ells, el director Paul Greengrass, recorda que David Plowright li va dir «no l'oblidis, el teu treball és causar problemes» com a exemple del que ha de ser el periodisme crític. World In Action va ser reemplaçat en 1998 per l'informatiu Tonight.
Durant la dècada de 1970 va obtenir fama en ITV pels seus programes musicals. Els més populars van ser Shang-a-lang (1975), presentat per Bay City Rollers; Lift Off with Ayshea (1969-1974), i So It Goes (1976-1977), pioner del moviment punk i on hi participaren grups com The Clash, Patti Smith i la primera aparició dels Sex Pistols a televisió.

## Estudis
Des de 2013, la seu d'ITV Granada està situada a l' Orange Tower de la MediaCityUK de Salford (Gran Manchester), un gran complex audiovisual que està ocupat per múltiples empreses, entre elles la BBC. Allí estan situats els equips d'informatius regionals (Granada Reports), el canal infantil CITV, els equips de postproducció i alguns programes d'ITV Studios. També alberga el decorat de Coronation Street.
L'estudi històric «Granada Studios», que Granada Television va utilitzar des de 1956 fins a 2013, està situat en la cèntrica Quay Street de Manchester. El primer edifici estava llest per a l'inici d'emissions del 3 de maig de 1956, tan sols 18 mesos després de la concessió de la franquícia. Els terrenys sobre els que s'assenten van costar 82.000 lliures esterlines de l'època. Granada Studios va ser la primera instal·lació específica per a televisió en el Regne Unit, quatre anys abans que s'inaugurés el BBC Television Centre de Londres. L'edifici de Quay Street va ser venut per 26,5 milions de lliures en 2013 i avui dia es desconeix el seu ús futur.

## Identitat corporativa
Actualment, la identitat corporativa d'ITV Granada està supeditada a la de la xarxa ITV. No obstant això, les concessionàries regionals van tenir la seva pròpia imatge des de 1954 fins a 2002.
En el cas de Granada Television es van utilitzar dos logotips. El primer, des de 1956 fins a 1967, va ser una fletxa que apunta cap amunt per a simbolitzar el nord d'Anglaterra. Quan en 1968 va passar a emetre només per al nord-oest d'Anglaterra, es va adoptar com a logo una lletra «G» majúscula connectada a una fletxa cap amunt. Les presentacions solien incloure el nom «Granada» en majúscules i el logotip sobre un fons blau, sense cap sintonia fins a la dècada de 1990.
El 1989 la xarxa ITV va tractar de crear una imatge corporativa nacional a la qual sumarien les identitats regionals. No obstant això, Granada Television es va negar a emetre-la perquè el seu logotip no estava ben representat. A aquesta negativa s'hi van sumar altres estacions, per la qual cosa durant una dècada les franquícies regionals van continuar utilitzant la seva pròpia imatge. A partir de 1999, amb la majoria de franquícies controlades per Granada, ITV va implementar una imatge corporativa a nivell nacional: el logo regional figurava en la part superior i «ITV» en la inferior. Això es va mantenir fins al 28 d'octubre de 2002, quan les identitats regionals van ser eliminades en favor d'«ITV1». La marca ITV és l'única que usen les 12 franquícies propietat d'ITV plc.
L'eslògan tradicional de l'empresa és «Granada: From the North». La identificació de Granada amb el nord va ser una aposta personal de Sidney Bernstein.

## Controvèrsia
Un dels aspectes més polèmics de Granada està relacionat amb la seva cobertura local. En tenir la seu en Manchester, altres ciutats del nord-oest s'han sentit infrarepresentades, especialment Liverpool. En les tres rondes per a la renovació de franquícies d'ITV (1967, 1980 i 1991), tres grups editorials (Palatine Television, Merseyvision, i Mersey Television) han intentat arrabassar la concessió de Granada al·legant que aquest canal se centrava només al Gran Manchester. De fet, diverses produccions apareixien acreditades com «Granada Manchester» en comptes de «Granada North West». Per a solucionar-ho, Granada va portar els seus serveis informatius regionals al complex Albert Dock de Liverpool, des de 1986 fins als anys 2000.
En 1993, el parlamentari Brian Sedgemore va presentar una queixa perquè Granada havia promès obrir oficines en Chester, Lancaster i Blackburn, cosa que els directius van negar.
D'altra banda, l'estil informatiu incisiu de Granada Television li ha provocat alguns problemes. El programa World In Action va ser retirat en 1998, després que Granada hagués d'afrontar dues indemnitzacions milionàries per informació falsa en sengles reportatges: un sobre el presumpte encobriment d'un crim per part de la Policia Metropolitana, i un altre en el qual s'acusava Marks & Spencer de contractar proveïdors que presumptament empraven mà d'obra infantil. En 2003, el documental Living with Michael Jackson va ser molt criticat després que Michael Jackson acusés el seu autor, Martin Bashir, d'haver-li manipulat durant els vuit mesos que va estar amb ell.